# False Cape Renard
False Cape Renard är en udde i Antarktis. Den ligger i Västantarktis. Argentina, Chile och Storbritannien gör anspråk på området.
Terrängen inåt land är huvudsakligen kuperad, men norrut är den platt. Havet är nära False Cape Renard åt nordväst.  Trakten är obefolkad. Det finns inga samhällen i närheten. 